# Civray-de-Touraine

Civray-de-Touraine este o comună în departamentul Indre-et-Loire, Franța. În 1 ianuarie 2022 avea o populație de 1.828 de locuitori.